# Mark James
Francis Rodney Zambon, conocido por el nombre artístico de Mark James (Houston, 1940-Nashville, 8 de junio de 2024) fue un compositor estadounidense creador de varias canciones de éxito para artistas como B.J. Thomas, Brenda Lee y Elvis Presley. Entre sus más célebres composiciones, destacan "Always on my mind" y  "Suspicious Minds."

## Biografía
Nació en Houston, Texas en 1940. Fue amigo de la infancia de B.J. Thomas con quien más tarde colaboraría profesionalmente.
A finales de los años 60, James firmó un contrato como compositor con el productor de Memphis, Chips Moman. Moman produjo las versiones de B.J. Thomas de los temas "The Eyes Of A New York Woman", "Hooked on a Feeling" y "It's Only Love" entre 1968 y 1969.
James publicó su propia versión del tema "Suspicious Minds," también producida por Moman, para Scepter Records en 1968. El año siguiente fue grabada por Elvis Presley, con más o menos los mismos arreglos que la versión original y publicada como sencillo en agosto de 1969. El sencillo llegó a número 1 en la lista Billboard Hot 100 y se convirtió en uno de los éxitos más notables de su carrera.  La revista Rolling Stone le otorgó el puesto 91 en su Lista de las 500 mejores canciones de todos los tiempos.
En 1973, el tema "Sunday Sunrise" fue grabado por la cantante de country Brenda Lee, que lo convirtió en un éxito, alcanzando el "top 10" de varias listas en los Estados Unidos. En 1975 fue versionada por la cantante canadiense Anne Murray. Elvis Presley continuó grabando temas de James, como "Raised On Rock", "It's Only Love" y "Moody Blue" (que dio título a su último álbum de estudio). Pero el gran éxito de James llegó con "Always On My Mind", una colaboración con Johnny Christopher y Wayne Carson publicada como cara b por Presley en 1972.
Una década más tarde, "Always on My Mind" fue versionada por Willie Nelson, que la convirtió en un rotundo éxito. Por esta versión, James ganó el Premio Grammy a la mejor canción del año y el Grammy a la mejor canción countryn. En el Reino Unido, Pet Shop Boys publicaron una exitosa versión del tema en 1987 que alcanzó el número 1 de las listas británicas y el 4 en las listas estadounidenses. En octubre de 2015, James fue incluido en el Nashville Songwriters Hall of Fame.

## Galardones

### Premios Grammy
| Año  | Trabajo             | Categoría                                | Resultado |
| ---- | ------------------- | ---------------------------------------- | --------- |
| 1983 | "Always on My Mind" | Premio Grammy a la mejor canción del año | Ganador   |
| 1983 | "Always on My Mind" | Grammy a la mejor canción country        | Ganador   |